# 15a Divisió Waffen SS de Granaders
La 15a Divisió Waffen-SS de Granaders (Letona nr. 1) fou creada en el si de les SS al principi de l'Operació Barbarossa, en la invasió nazi de la Unió Soviètica el juny de 1941. Després de l'èxit assolit al Reichskommissariat Ostland (Estats bàltics) en el reclutament de brigades antipartisanes, Heinrich Himmler va prendre la decisió de formar legions bàltiques a finals d'agost de 1942, inclosa la Lettische SS-Freiwilligen-Legion, el nucli de la futura 15a Divisió Waffen-SS de Granaders.
Tanmateix, l'ús a petita escala d'aquestes Legions era inadequat per a fora de Rússia, de manera que es formaren divisions, en les quals la Lettische SS-Freiwilligen-Legion fou reanomenada SS-Freiwilligen-Division, i se li afegí com a designació el número 15.
Per a augmentar-ne els efectius, Himmler impulsà les lleves forçoses a Osland entre els grups d'edat de 1915-24 el 1943 fins a 1904-14 i 1925-26 el 1944. Els letons reclutats havien de formar la 15a Divisió Waffen-SS de Granaders (el títol 'Voluntari' desaparegué) durant l'atac soviètic de 1944. La 15a es va enfonsar en el caos del col·lapse del Front Oriental i va perdre bona part de l'esperit anterior a l'ocupació soviètica Aviat fou delmada en la desesperada i inútil defensa de Pomerània.
La Divisió lluità en les defenses del Mur de Pomerània. Homes d'aquesta divisió van cometre un crim de guerra amb presoners polonesos a Podgaje, el 2 de febrer de 1945, quan cremaren en un paller 32 soldats de la 4a companyia, 3r regiment d'infanteria de la 1a Divisió del Primer Exèrcit Polonès lligats amb aram espinós.
Tanmateix, lluny de témer la revenja russa lluitaren amb valentia durant els darrers mesos de la guerra. Un batalló supervivent va participar en els darrers mesos de la guerra en l'última defensa de Berlín a mitjans de 1945. Un altres grup, comandat pel Waffen-Standartenführer Vilis Janums es va rendir a les tropes estatunidenques a Güterglück vora el riu Elba.
Malgrat la seva curta història, la 15a SS fou la més condecorada de les divisions SS estrangeres amb 13 Creus de Ferro.